# Eleutherodactylus unicolor
Eleutherodactylus unicolor е вид земноводно от семейство Leptodactylidae. Видът е световно застрашен, със статут Уязвим.

## Разпространение
Разпространен е в Пуерто Рико.